# Дезерабль, Франсуа-Анри
Франсуа-Анри Дезерабль (фр. François-Henri Désérable; род. 6 февраля 1987, Амьен, Франция) — французский писатель и профессиональный хоккеист.

## Хоккейная карьера

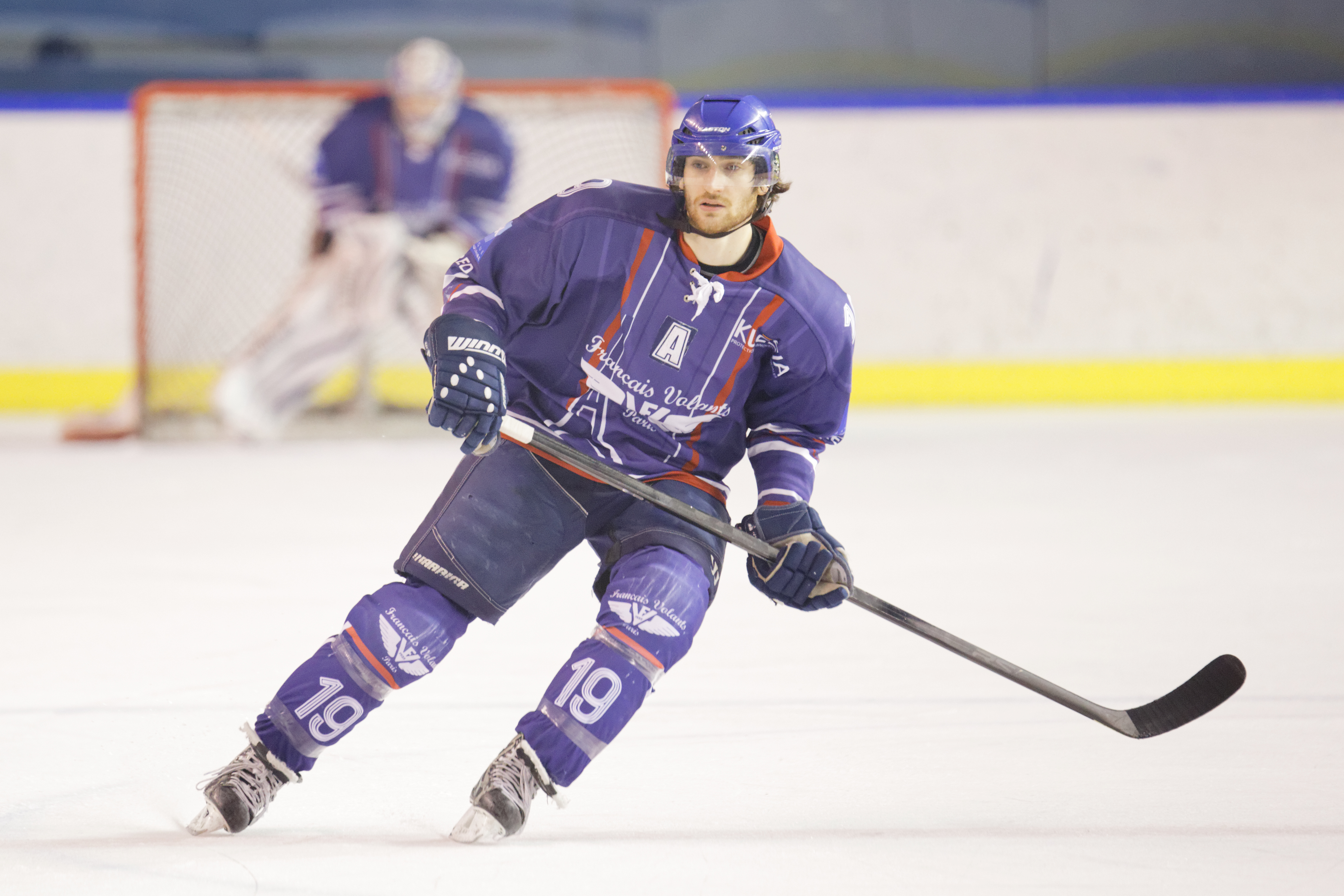
Франсуа-Анри Дезерабль в 2016 году

В прошлом был профессиональным хоккеистом.
В 2002—2003 годах играл за среднюю школу Wayzata, в американском штате Миннесота.
Выходец из юношеской команды Gothiques d’Amiens, с которой он выиграл в 2007 году чемпионат Франции среди юниоров, дебютировал в LHC Les Lions в 2008 году. В апреле 2011 года он помог «львам» выйти в финал чемпионата Франции второго дивизиона, что способствовало их переходу в первый дивизион. В том же году Дезерабль был выбран среди финалистов Lions du Sport в номинации «Лучший спортсмен Лиона».
Затем он сыграл два сезона с Montpellier Métropole Hockey Club, а затем переехал в Париж, где провел ещё один сезон с Français volants, после чего повесил коньки на гвоздь в 2016 году, в возрасте 29 лет.